# سامسونگ گیر اس
سامسونگ گیر اس بعد از گیر ۲ و در تاریخ ۲۸ اوت ۲۰۱۴ معرفی شد.

## بدنه
این ساعت ۶۷ گرمی، صفحه نمایش خمیده دارد و باتوجه به دارا بودن گواهینامه آی‌پی ۶۷ تا ۱٫۵ متر مقاوم در برابر نفوذ آب می‌باشد. این ساعت ۱۲٫۵ میلی‌متر ضخامت دارد.

## صفحه نمایش
صفحه نمایش ۲ اینچی این دستگاه از نوع سوپر امولد سامسونگ می‌باشد و رزولوشن ۳۶۰ در ۴۸۰ را داراست. (۳۰۰ پیکسل بر اینچ چگالی تصویر) همچنین این صفحه نمایش قابلیت بازتولید ۱۶ میلیون رنگ را داراست.

## حافظه
این دستگاه دارای ۴ گیگابایت حافظه داخلی و ۵۱۲ مگابایت رم می‌باشد که کاملاً کافیست.

## سخت‌افزار
این دستگاه دارای پردازنده‌ای دو هسته‌ای با سرعت ۱ گیگاهرتز می‌باشد که قدرتمند به نظر می‌رسد.

## سیستم‌عامل
این گجت دارای سیستم‌عامل تایزن برای گجت‌های پوشیدنی است.